# 清火力線
清火力線（朝鲜语：／ Ch'ŏnghwaryŏk sŏn */?）是朝鮮民主主義人民共和國平安南道安州市的一條鐵道線路，站點為龜鳳山站到清火力站。

## 路线概况
- 距离：
- 车站数：2
- 轨距：1435mm
- 电气化区间：直流3kV
- 复线区间：无